# 清棲幸保
清棲 幸保（きよす ゆきやす、1901年〈明治34年〉2月28日 - 1975年〈昭和50年〉11月2日）は、日本の鳥類学者。宇都宮大学教授。

## 人物
東京帝国大学卒業。学位は理学博士（京都大学）。
戦前は華族で、爵位は伯爵。位階は正五位。伊達政宗の男系子孫である。旧姓・真田（真田伯爵家）。清棲家は、旧皇族（伏見宮家）から臣籍降下した華族。初代当主が、伏見宮邦家親王の第15王子の清棲家教で、2代当主が幸保である。
幸保は、鳥類の渡り、繁殖、食性、日本アルプス、中国、朝鮮などの鳥の生態を研究、特に野鳥の写真を撮影し、貴重な資料とした。日本における野鳥撮影の第一人者である。
14年をかけたて完成させた「清棲図鑑」と呼ばれる『増補改訂版・日本鳥類大図鑑全3巻、増補版1巻』は戦後最高の鳥類図鑑で名著と名高く、黒田長禮による『鳥類原色大図説』、山階芳麿による『日本の鳥類と其の生態』と並び、日本鳥類三大図鑑と呼ばれ、多くの鳥類学者に影響を与えた。

## 生涯
1901年（明治34年）2月28日、旧松代藩第10代藩主・真田幸民（真田伯爵家）の三男として東京府東京市麻布区材木町（現在の東京都港区六本木）に生まれる。また、父方の祖父は伊予国宇和島藩第8代藩主で、伊達伯爵家の伊達宗城。
学習院初等科の頃から、昆虫採集や鳥の標本作成に興じる。学習院では成績優秀かつ容姿端麗で知られた。学習院高等科を卒業。
東京帝国大学理学部動物学科に入学。在学中、伏見宮家出身の貴族院議員・宮中顧問官の清棲家教伯爵の養子となり、1923年（大正12年）に養父の死に伴って22歳で家督を相続、同年8月10日に伯爵を襲爵した。
東京帝国大学卒業後、1927年（昭和2年）まで徳川義親侯爵が設立した徳川生物学研究所の研究員となる（1924年（大正13年）4月17日付『朝日新聞』で、徳川らと共に紹介されている）。
1925年（大正14年）、伏見宮博恭王の第二王女・敦子女王と結婚。敦子との間に二男二女をもうける。
1932年（昭和7年）、農林省畜産局鳥獣調査室に奉職。併せて、京都帝国大学大学院で川村多実二に師事し、鳥の生理学的研究を行う。
1936年（昭和11年）、最初の妻・敦子と死別。享年30。
1942年（昭和17年）、文部省資源科学研究所にて、極東地域の鳥の生態を研究。
1947年（昭和22年）に清棲みつと結婚。みつとの間に、地球惑星科学者 / 地球宇宙化学者として富山大学教授などを歴任した清棲保弘や鳥類学者の清棲保之など三男一女をもうける。
1954年（昭和29年）、宇都宮大学講師。のち助教授をへて、教授。1964年（昭和39年）に教授を退官。
1956年（昭和31年）5月4日、博士論文「日本鳥類の生態に関する研究」により理学博士（京都大学）を取得。
1975年（昭和50年）11月2日、老衰のため東京都目黒区の自宅で死去。74歳没。喪主は妻みつ。
代表的な著作に名作と名高い『日本鳥類大図鑑』全3巻（1952年、講談社）や『原色日本野鳥生態図鑑1 2』がある。
他にも『野鳥の事典』、『日本北アルプスの鳥』、『花・鳥・虫・写真随筆』など多数。
みつとの間の子である保之も鳥類学者であり、1974年（昭和49年）には共著として『渡り鳥』（保育社）を出版している。

## 功績
1937年（昭和7年）、上高地で、本州以南で初めてのコガモの繁殖を確認する。

## 栄典・受賞
- 1923年（大正12年）8月11日-伯爵[1][6]。
- 1926年（大正15年）6月1日 - 正五位[15]
- 1953年（昭和28年）- 栃木県文化功労章[16]
- 1970年（昭和45年）-第24回 毎日出版文化賞候補 『カラー日本の野鳥』[17]
- 日本鳥学会賞

## 家族・親族
- 祖父：伏見宮邦家親王（伏見宮第20代および第23代。崇光天皇の男系15世孫。上皇の高祖父）
- 祖父：伊達宗城（大名、明治初期の政治家。伊予国宇和島藩8代藩主。伯爵）
- 義祖母：博恭王妃経子 （江戸幕府第15代征夷大将軍・徳川慶喜の九女）
- 養父：清棲家教（伏見宮邦家親王の第15王子、伯爵、貴族院伯爵議員、宮中顧問官）
- 実父：真田幸民（江戸時代後期の大名、明治初期の政治家。旧松代藩10代藩主、伯爵）
- 実母：真田輯子（旧薩摩藩国父・島津久光公爵の養女、実父は竹内治則）
- 妻： 清棲敦子（伏見宮博恭王の第2王女）
  - 長男：清棲家隆
  - 長女：貞子（小笠原光泰夫人）
  - 次女：慶子（成瀬照正夫人）
  - 次男：清棲家治
- 妻： 清棲美津
  - 三男：清棲保弘（理学博士・富山大学教授・地球惑星科学者 / 地球宇宙化学者）[11]
  - 四男：清棲保之（鳥類学者）
  - 五男：清棲保良
  - 三女：幸子
- 姪孫：ni_ka（詩人、芸術家）[18] [19]
- 曾孫（次男家治の孫）：アカボシ（吉本興業所属のコンビ芸人麺ズ）

## エピソード
- 清棲幸保は容姿端麗で学業優秀で学習院初等科から知られていた。没後日本テレビの番組では、死別した前妻の敦子は美貌の皇族令嬢として知られ、また後妻のみつも大変な美貌で評判であったというエピソードが紹介された。
- 清棲図鑑は、日本の鳥類の生態について初めて詳しく示した図鑑であったため、反響を呼んだ。後に鳥類学者で東京大学名誉教授になる樋口広芳は、高校生の時に清棲図鑑を図書館で読み、衝撃をうけ、「よし、絶対、鳥類学者になるぞ、と思った。大学は迷わず（幸保が教授をしている）宇都宮大学へ。」と決意したと語っている。[20]
- 那須塩原市により、塩原温泉ビジターセンターに、清棲幸保博士を紹介する「清棲コーナー」が設けられている[21]。

## 著書

### 単著
- 『高山の鳥』アルス〈アルス文化叢書〉、1941年。NDLJP:1229732
- 「食料資源となる鳥類に就て」資源科学研究所『資源科学研究所彙報』第4号、霞ケ関書房 1943年。NDLJP:1140147
- 『日本鳥類検索』三省堂出版、1948年。NDLJP:1377888 NDLJP:1064344
- 『花・鳥・虫 自然と生物』日本出版社、1950年。NDLJP:2422673
- 『日本鳥類大図鑑』第1-3巻、大日本雄弁会講談社、1952年。第1巻:NDLJP:1371722 第2巻:NDLJP:1371723 第3巻:NDLJP:1371724
- 『日本鳥類生態図鑑』大日本雄弁会講談社、1954年。NDLJP:1374282
- 『原色日本野鳥生態図鑑』第1-2巻、保育社、1959年。第1巻:NDLJP:1370740 第2巻:NDLJP:1370741
- 『鳥の図鑑』講談社教育図書出版部〈講談社の学習大図鑑〉、1959年。NDLJP:1623617
- 『四季の鳥』保育社〈カラーブックス〉、1963年。NDLJP:1379792
- 『野鳥の事典』東京堂出版、1966年。NDLJP:1381849

### 共著
- 下村兼史共著『野鳥生態写真集』第1輯、芸艸堂、1940年。NDLJP:1687923
- 本田正次共著『原色高山植物』三省堂出版、1953年。NDLJP:1375198
- 清棲保之共著『渡り鳥』保育社〈カラー自然ガイド〉、1974年。全国書誌番号:69000814

## 関連文献
- 科学朝日 著「11 わが国山岳鳥類研究の草分け-清棲幸保」、科学朝日 編『殿様生物学の系譜』朝日新聞社、1991年、141-152頁。ISBN 4022595213。
- 山階, 芳麿「清棲幸保博士の思い出」『鳥:日本鳥学会誌』第25巻第99号、1976年6月、8頁、NAID 40002757017。

| 日本の爵位    | 日本の爵位                       | 日本の爵位        |
| ------------- | -------------------------------- | ----------------- |
| 先代 清棲家教 | 伯爵 清棲家第2代 1923年 - 1947年 | 次代 華族制度廃止 |